# Karlsruhe (croiseur, 1927)
Pour les autres navires du même nom, voir Karlsruhe (navire).
Le Karlsruhe est l'un des trois croiseurs légers de classe Königsberg de la Kriegsmarine (avec le Königsberg et le Köln).

## Histoire

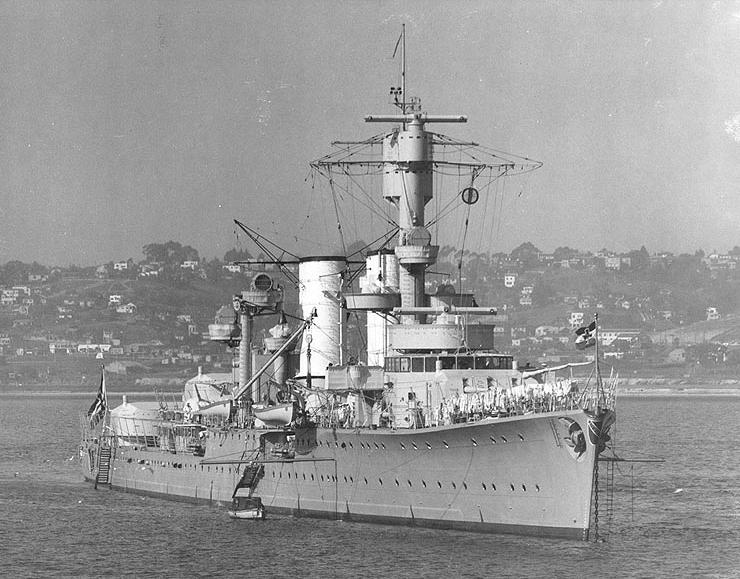
Le Karlsruhe dans le port de San Diego.

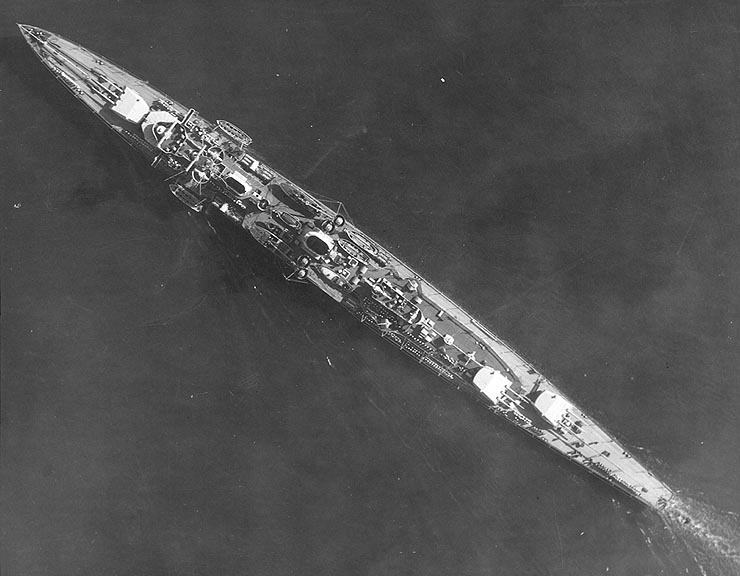
Le Karlsruhe dans le port de San Diego vu du ciel.

Le bâtiment est lancé le 20 août 1927. Le baptême a lieu en présence du Dr. Finter, maire de Karlsruhe, et de la veuve d'Erich Köhler (de), le commandant du précédent SMS Karlsruhe, disparu lors de son naufrage le 4 novembre 1914. Lors du transfert de Kiel à Wilhelmshaven (par le canal de Kiel le 15 octobre 1929), les essais à la mer sont validés. La mise en service du Karlsruhe se fait le 6 novembre 1929 à Wilhelmshaven sous le commandement d'Eugen Lindau (de).
Le croiseur sert de mai 1930 à juin 1936 comme navire-école pour les officiers durant cinq longues croisières d'instruction à travers les océans du monde. Lors de la cinquième croisière en 1935 et 1936, pendant une traversée entre le Japon et les États-Unis, le navire subit de lourds dommages à cause d'une tempête et doit relâcher à San Diego pour réparer.
À partir du 1er juillet 1936, le bâtiment est destiné à des missions d'éclaireur. Pendant la Guerre d'Espagne, le Karlsruhe patrouille dans les eaux espagnoles et portugaises en janvier-février et juin 1937.
Afin d'améliorer sa tenue à la mer en cas de tempête, le navire revient au chantier naval Kriegsmarinewerft à Wilhelmshaven le 20 mai 1938. Lorsque la guerre commence, les travaux ne sont pas finis. Il reste en cale sèche jusqu'au 13 novembre 1939 pour effectuer de nouveaux essais.
Avec un nouvel équipage insuffisamment formé, le Karlsruhe participe à l'opération Weserübung en avril 1940. Sous le commandement du kapitän zur See Friedrich Rieve, le croiseur a pour tâche d'assurer le débarquement des troupes allemandes à Kristiansand.  Les forces allemandes ont capturé la ville portuaire dans la troisième tentative, après avoir d'abord combattu deux duels d'artillerie avec l'artillerie côtière norvégienne.
Durant la retraite dans le Skagerrak, le 9 avril à 19 h 58, le sous-marin britannique HMS Truant le torpille. Les deux machines, l'alimentation électrique et le gouvernail sont hors d'usage. Le Karlsruhe gîte rapidement puis commence à couler. À 21 h, l'équipage est récupéré par les torpilleurs Luchs et Seeadler (de). Le capitaine de vaisseau Rieve donne ensuite l'ordre au torpilleur Greif (de) d'achever l'épave. L'ordre est exécuté à 22 h 50, deux torpilles sont lancées et le Karlsruhe est définitivement coulé.
L'épave - localisée en avril 2017 - a été identifiée formellement dans la fosse norvégienne, à 11 nautiques au sud-est de Kristiansand en juin 2020 à une profondeur de 490 mètres, à 15 mètres environ du câble électrique sous-marin Cross-Skagerrak,.

## Commandement
| 6 novembre 1929 au 25 septembre 1931   | Fregattenkapitän / Kapitän zur See Eugen Lindau           |
| 26 septembre 1931 au 8 décembre 1932   | Fregattenkapitän / Kapitän zur See Erwin Waßner           |
| 9 décembre 1932 au 15 septembre 1934   | Fregattenkapitän Wilhelm Freiherr Harsdorf von Enderndorf |
| 16 septembre 1934 au 23 septembre 1935 | Kapitän zur See Günther Lütjens                           |
| 24 septembre 1935 au 28 septembre 1937 | Fregattenkapitän / Kapitän sur See Leopold Siemens        |
| 29 septembre 1937 au 20 mai 1938       | Kapitän sur See Erich Förste                              |
| 13 novembre 1939 au 10 avril 1940      | Kapitän sur See Friedrich Rieve                           |